# Josef Beischer
Josef Beischer (geboren 25. Januar 1927 in Sankt Ottilien, Gemeinde Eresing in Bayern; gestorben 14. März 2023 in München) war ein deutscher Dirigent und Komponist.

## Leben
Beischer erhielt seine musikalische Ausbildung in München, unter anderem am Händel-Konservatorium. Ab 1950 war er als Dirigent und Chordirektor an verschiedenen Opernhäusern tätig, unter anderem in Lübeck, an der Bayerischen Staatsoper und im Staatstheater Darmstadt. Er unterrichtete an Musikhochschulen und übersetzte italienische Opern für Musikverlage.
Als Komponist trat er mit Liedern, Schauspielmusiken, Bühnen- und Chorwerken in Erscheinung, unter anderem mit den Musicals Jim und Jill (1959) und Herrliche Zeiten (1962). Seine „bairische Volksmesse“ In der Wies mit Text von Wolfgang Johannes Bekh kam 1974 in der Wieskirche zur Uraufführung.
Sein bislang letztes Werk war die Fürstenfelder Messe, uraufgeführt am 16. April 2001 in St. Mariä Himmelfahrt in Fürstenfeldbruck, die Rundfunkübertragung erfolgte unter seiner Leitung am 1. November 2001 live aus St. Stephan in München.
1992 erhielt er die Johann-Heinrich-Merck-Ehrung der Stadt Darmstadt.
Beischer lebte in München und arbeitete als Dirigent, Pianist und Liedbegleiter. Sein Vorlass befindet sich unter Mus.N. 132 in der Musikabteilung der Bayerischen Staatsbibliothek in München.